# Tamara de Lempicka

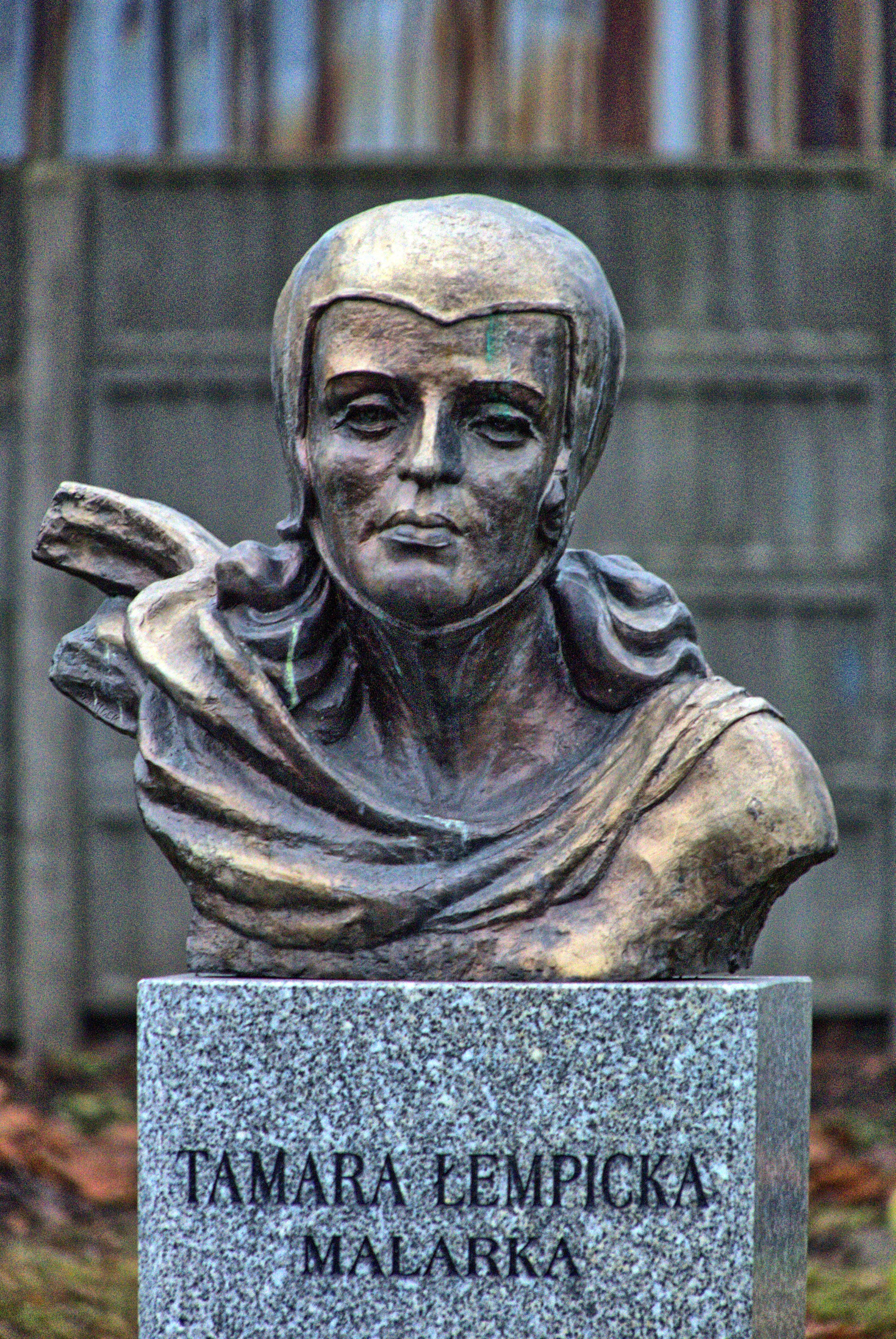
Sławomir Micek: Bronzebüste von Tamara Łempicka in Kielce, Polen

Tamara de Lempicka (* 16. Mai 1898 in Warschau, Polen als Maria Rozalia Gurwik-Górska; † 18. März 1980 in Cuernavaca, Mexiko) war eine polnische Malerin des Art déco. Sie ist eine der wenigen Künstlerinnen der Ära, die einem breiteren Publikum bekannt sind, und gilt als das Gesicht der Art-déco-Malerei.

## Leben und Werk
Łempickas Vater war ein russischer Mäzen jüdischen Glaubens, ihre katholische Mutter stammte wiederum aus einer wohlhabenden und einflussreichen Familie mit polnisch-jüdischen Wurzeln. Nach der Scheidung ihrer Eltern wuchs sie vor allem im Hause ihrer Großeltern in Warschau auf, in dem regelmäßig prominente Gäste wie Ignacy Jan Paderewski oder Artur Rubinstein empfangen wurden. Ihre Sommerferien verbrachte sie hingegen ab 1907 jedes Jahr in Lausanne. Prägend für ihre spätere künstlerische Entwicklung war schließlich im Jahr 1911 der Kontakt mit der Malerei der Renaissance auf einer Reise nach Florenz.
Im Jahr 1916 heiratete sie den polnischen Anwalt Tadeusz Julian Łempicki (1888–1951) in Sankt Petersburg, wo sie fortan lebte und im September ihre Tochter Marie Christine (Kizette) geboren wurde. Nach der Oktoberrevolution von 1917 wurde ihr Ehemann, ein naher Verwandter von Cyprian Kamil Norwid, vom russischen Militär verhaftet. Tamara floh nach Kopenhagen. Ihr Ehemann folgte ihr nach seiner Freilassung.
Gemeinsam gingen sie im Jahr 1918 nach Paris. Da es ihrem Mann nicht gelang, eine passende Anstellung zu finden, beschloss Łempicka, den Lebensunterhalt durch Malerei zu verdienen. Sie setzte ihr in Sankt Petersburg begonnenes Kunststudium fort und wurde Schülerin von Maurice Denis und André Lhote.

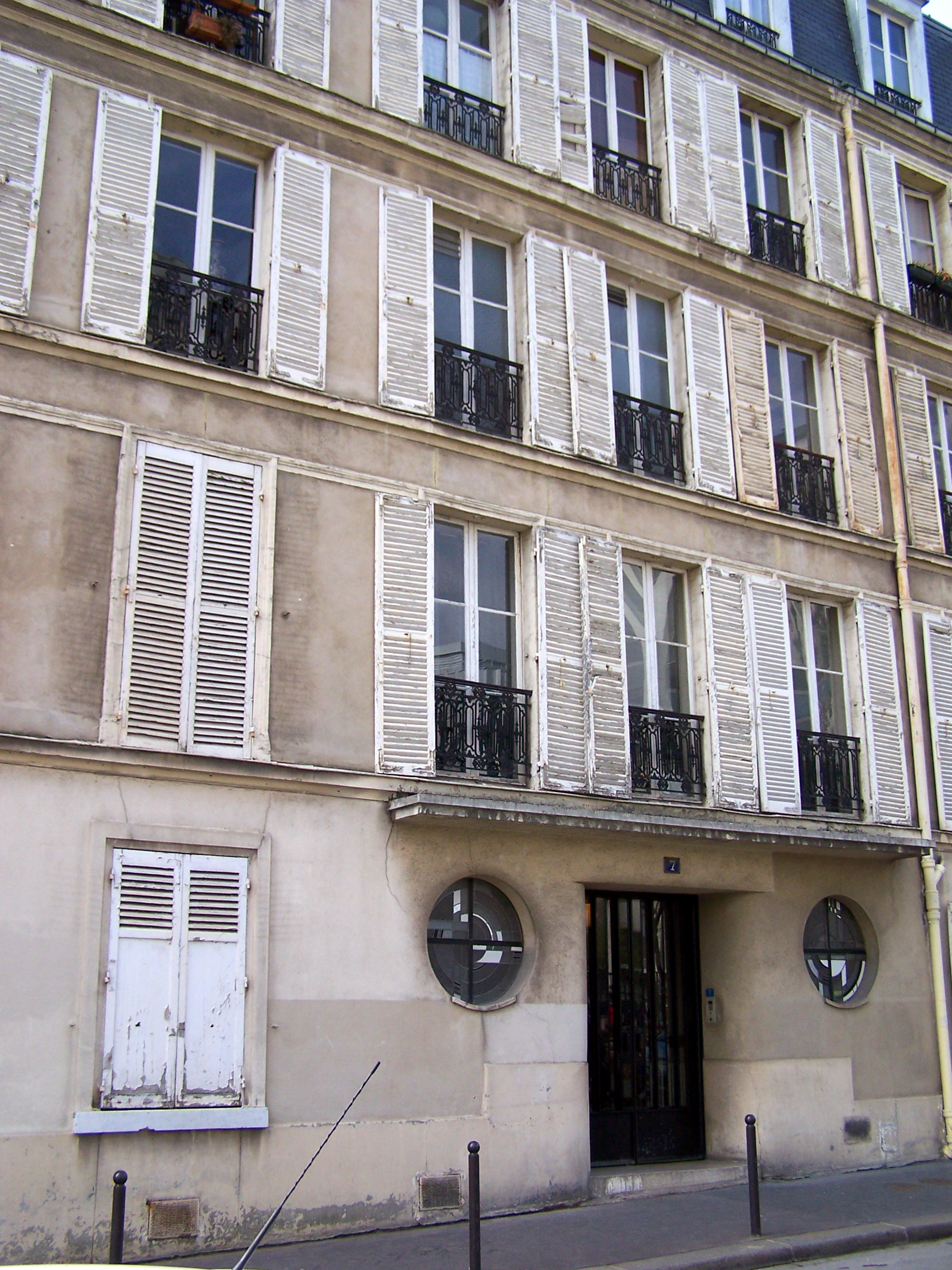
Das Pariser Haus Łempickas, 7 rue Méchain

Als 1925 mit der Exposition internationale des Arts Décoratifs et industriels modernes die erste und für den Stilbegriff namensgebende Art-déco-Ausstellung stattfand, war Łempicka mit einigen Bildern vertreten und erregte erstmals das Interesse eines breiten Publikums. Binnen kurzer Zeit wurde sie zu einer der gefragtesten Künstlerinnen ihrer Zeit, die – wie nur wenige Frauen in der Kunst – vergleichsweise viel Geld verdiente. Ihre Bilder kombinieren kühle, an Renaissancebilder erinnernde Sachlichkeit mit sinnlicher Ausdrucksweise. Sie selbst inszenierte sich bis ins Kleinste als Diva, hatte eine Reihe von Affären und bezog in Paris (7 rue Méchain) ein vom Architekten des Hauses, Robert Mallet-Stevens, 1929 entworfenes Künstleratelier mit Glasfenstern von Louis Barillet und großer Fensterfront über beide Etagen als eingerichtetes Appartement, das ihr als Salon, Wohnung und Atelier diente.
Łempicka verkehrte hauptsächlich in Hautevolee-Kreisen. Im Jahr 1928 ließ sie sich von ihrem Mann scheiden. In der frühen Zeit des Nationalsozialismus heiratete sie auf einer Seereise im Jahr 1934 den ungarischen verwitweten Industriellen Raoul Baron Kuffner de Diószegh (1886–1961). Der Baron stammte aus einer geadelten jüdischen Familie, war in Wien geboren und besaß ein erhebliches Vermögen in Ungarn.
Mitte der 1930er-Jahre litt Łempicka an Depressionen, ihr Schaffen versiegte. 1939 blieb die Familie Lempicka-Kuffner nach einem Urlaub in den Vereinigten Staaten, so die offizielle Version. Tatsächlich war die Übersiedlung von langer Hand geplant, ihr Ehemann ließ heimlich sein Anwesen in Ungarn räumen und brachte Antiquitäten und Wertgegenstände in die USA. Seine weitsichtige Frau hatte ihn schon lange vor Ausbrechen des Zweiten Weltkrieges überzeugt, seine wichtigsten Besitztümer zu verkaufen und das Geld in der Schweiz unterzubringen.
Łempicka lebte zunächst in Los Angeles, siedelte später nach New York über. Bis 1974 wohnte sie in Houston, in der Nähe ihrer Tochter Kizette Foxhall. Danach siedelte sie nach Mexiko über.
Ab den 1950er-Jahren, als die abstrakte Malerei sich endgültig durchsetzte, wurde es um die Art-déco-Künstlerin still. Sie versuchte sich zwar auch in der abstrakten Malerei, konnte jedoch nicht an ihre Erfolge aus den Hochzeiten des Art déco anknüpfen. Erst gegen Ende der 1960er-Jahre setzte ein erneutes Interesse an ihren Werken ein. Im Jahr 1980 starb sie in Cuernavaca; ihre Asche wurde – gemäß ihrem Wunsch – über dem Popocatépetl ausgestreut.
Die biographischen Eckdaten und genealogischen Angaben zu Łempicka und ihrem ersten Ehemann sind in der Literatur vielfach widersprüchlich. Ihr Geburtsname lautet manchmal Gurwic-Gurska (Gurwik-Górska), in Polen ist sie als Tamara Łempicka bekannt (da sie die weibliche Form des Familiennamens ihres Ehemanns beibehielt) und unklar ist auch, ob sie in Warschau, Sankt Petersburg oder gar Moskau zur Welt kam. Die Eheschließung mit Baron Kuffner soll am 3. Februar 1934 in Zürich stattgefunden haben. Von ihrem ersten Ehemann, Tadeusz Julian Łempicki, der angeblich 1947 bis 1950 polnischer Generalkonsul in Toulouse gewesen sein soll, lebte sie getrennt. Er soll im Jahr 1951 in Warschau unter ungeklärten Umständen gestorben sein.

## Werke (Auswahl)
- Porträt Marquis Sommi, 1925
- Porträt Prinz Eristoff, 1925
- Porträt der Herzogin de la Salle, 1925
- Portrait seiner kaiserlichen Hoheit Grossherzog Gabriel, 1926
- Zwei Schwestern, um 1927[10]
- Der orange Schal, 1927
- Kizette in Rosa, 1927
- Die schöne Rafaela, 1927
- Frühling, 1928
- Unvollendetes Porträt eines Mannes (Tadeusz de Lempicki), 1928
- Tamara im grünen Bugatti, 1929
- Junges Mädchen in grün (auch: Junges Mädchen mit Handschuhen), 61,5 × 45,5 cm, Öl auf Sperrholz, 1927–1930; Centre Pompidou, Musée, Niveau 5, Salle 20: Art Déco, Paris
- St. Moritz, 1929
- Porträt Dr. Boucard, 1929
- Der grüne Turban, 1930
- Dormeuse, 1934
- Mutter Oberin, 1939